# Titkivci
Titkivci (česky Titkovce, ukrajinsky Тітківці, maďarsky Titokvölgy) je část obce Pryslip, v Mižhirské vesnické komunitě, v okresu Chust, v Zakarpatské oblasti Ukrajiny. V roce 2025 žilo v této obci 205 obyvatel.

## Název
První písemná zmínka pochází z roku 1828, kdy ves byla uvedena jako Titkovecz. Další názvy pak byly: 1850 – Ditkovitz, 1851 – Titkovecz, 1852 – Ditkovicz, 1853 – Ditkovitz, 1882 – Titkovecz, 1898 – Titkovec, 1907 a 1913 – Titokvölgy, 1930 – Titkovce, 1944 – Titkovec, Титковец, 1983 – Тітківці, Титковцы.

## Historie
Do uzavření Trianonské smlouvy byla obec součástí Uherska, poté byla součástí Československa. V roce  1930 se jednalo o osadu obce Pryslip, česky také Prislop. Od 15. dubna 1939 byla obec součástí samostatného státu Karpatská Ukrajina; za několik dní pak bylo Zakarpatí obsazeno maďarskými vojsky. Od roku 1945 byla obec součástí Ukrajinské sovětské socialistické republiky, která byla součástí SSSR. Od roku 1991 je součástí nezávislé Ukrajiny.

## Sakrální stavby
V obci jsou dva dřevěné chrámy sv. Jana Křtitele. Chrám z roku 1915 již slouží pouze jen jako zvonice, mše jsou konány v chrámu z roku 1931.